# The Vanishing American
The Vanishing American é um filme dos Estados Unidos de 1925, do gênero faroeste e dirigido por George B. Seitz. Produzido por Famous Players-Lasky e distribuído pela Paramount Pictures, o filme é baseado no romance homônimo de Zane Grey.

## Elenco
- Richard Dix ... Nophaie
- Lois Wilson ... Marion Warner
- Noah Beery ... Booker
- Malcolm McGregor ... Earl Ramsdale
- Nocki ... Menino indiano
- Shannon Day ... Gekin Yashi
- Charles Crockett ... Amos Halliday
- Bert Woodruff ... Bart Wilson
- Bernard Siegel ... Do Etin
- Guy Oliver ... Kit Carson
- Joe Ryan ... Jay Lord
- Charles Stevens ... Shoie
- Bruce Gordon ... Rhur
- Richard Howard ... Glendon
- John Webb Dillon ... Naylor

## Estado de conservação
The Vanishing American está conservado em vários arquivos de restauração, tais como Biblioteca do Congresso e está disponível em vídeo e DVD.